# Rio Gâlgoiu
O Rio Gâlgoiu é um rio da Romênia, afluente do Ialomiţa, localizado no distrito de Dâmboviţa.